# Autikon Botanikon
Autikon Botanikon (abreviado Autik. Bot.) fue un libro con ilustraciones y descripciones botánicas que fue escrito por el polímata, naturalista, meteorólogo y arqueólogo estadounidense de origen franco-germano-italiano Constantine Samuel Rafinesque. Fue publicado en Filadelfia en tres entregas en el año 1840.

## Publicación
- 1, cent i-v, p. [1]-72, 1840;
- 2, cent vi-x, p. [73]140, 1840;
- 3, cent. xi-xv, p. [141]-200, 1840